# ITUR
 (mai 2014).

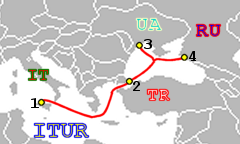
Carte du système ITUR.

ITUR, pour Italie - Turquie - Ukraine - Russie,  est un système de câbles de télécommunications sous-marins en fibres optiques reliant les quatre pays mentionnés ci-dessus.
Sa longueur totale est de 3 482 km. Il a été mis en service en 1996. Sa capacité est de 1,68 Tbit/s. Son coût était estimé à 160 millions de $ au début du projet.
Les points d'ancrage terrestres du système ITUR sont :
1. Palerme (Italie)
2. Istanbul (Turquie)
3. Odessa (Ukraine)
4. Novorossiisk (Russie)